# Daidō Moriyama
Daidō Moriyama (japanska: 森山 大道?, Moriyama Daidō), född 10 oktober 1938 i Ikeda i Osaka prefektur, är en av Japans mest kända fotografer. 
Moriyama började fotografera 1961 och var medlem av gruppen VIVO i Tokyo. Han inspirerades av den amerikanska fotografen William Klein och blev medlem av den inflytelserika men kortlivade gruppen Provoke som utgav tre nummer av en tidskrift med samma namn i slutet av 1960-talet. Motiven var ofta korniga och avspeglade tidens sociala och politiska omvälvningar. Han avbildar ofta allmänna platser, personer och föremål och bilderna trycks typiskt med hög kontrast.
Moriyama har blivit hyllad för sin radikala attityd till både mediet och sina ämnen och hans djärva, kompromisslösa stil har bidragit till att föra upp japansk fotografi på den internationella scenen. Han har också inspirerat flera generationer av fotografer i hela världen.
Moryama fotograferar fortfarande varje dag i sina hemtrakter i Tokyo och på resor i USA och Europa. Hans stil är enkel; stanna till, ta en bild och fortsätt.
År 2019 tilldelades han Hasselbladpriset.